# Ilinden (kommun)
Ilinden (makedonska: Илинден, albanska: Komuna e Belimbegut) är en kommun i Nordmakedonien. Den ligger i den centrala delen av landet, 17 kilometer öster om huvudstaden Skopje. Antalet invånare är 16 710. Arean är 97 kvadratkilometer.
Följande samhällen finns i Ilinden:
- Ilinden
- Marino
- Idrizovo
- Jurumleri